# Syzygium montis-adam
Syzygium montis-adam är en myrtenväxtart som beskrevs av André Joseph Guillaume Henri Kostermans. Syzygium montis-adam ingår i släktet Syzygium och familjen myrtenväxter. Inga underarter finns listade i Catalogue of Life.